# Scunthorpe
Scunthorpe er en by i de engelske Midlands, med et indbyggertal (pr. folkeoptællingen 2011) på 65.163. Byen ligger i North Lincolnshire, et distrikt i grevskabet Lincolnshire i regionen Yorkshire and the Humber. Byen er centrum for den britiske stålindustri.
Scunthorpe er hjemby for fodboldklubben Scunthorpe United F.C.